# Municipio de North Allis
El municipio de North Allis (en inglés: North Allis Township) es un municipio ubicado en el condado de Presque Isle en el estado estadounidense de Míchigan. En el año 2010 tenía una población de 521 habitantes y una densidad poblacional de 5,85 personas por km².

## Geografía
El municipio de North Allis se encuentra ubicado en las coordenadas 45°24′55″N 84°11′40″O / 45.41528, -84.19444. Según la Oficina del Censo de los Estados Unidos, el municipio tiene una superficie total de 89 km², de la cual 84,73 km² corresponden a tierra firme y (4,79 %) 4,27 km² es agua.

## Demografía
Según el censo de 2010, había 521 personas residiendo en el municipio de North Allis. La densidad de población era de 5,85 hab./km². De los 521 habitantes, el municipio de North Allis estaba compuesto por el 96,55 % blancos, el 0,58 % eran amerindios, el 0,38 % eran asiáticos, el 0,58 % eran de otras razas y el 1,92 % eran de una mezcla de razas. Del total de la población el 1,92 % eran hispanos o latinos de cualquier raza.